# Aranyos-patak
Az Aranyos-patak a Börzsönyben ered, Diósjenő településtől északra ered, Nógrád vármegyében, mintegy 270 méteres tengerszint feletti magasságban. A patak forrásától kezdve keleti irányban halad, majd Diósjenő keleti részénél éri el a Jenői-patakot.

## Part menti település
- Diósjenő